# Jomi García Ascot
Pour les articles homonymes, voir García.
José Miguel García Ascot, dit Jomi García Ascot, né à Tunis en 1927 et mort à Mexico en 1986, est un poète, essayiste et cinéaste espagnol.

## Biographie
Fils d'un diplomate espagnol, Felipe García Ascot, et de María Luisa Fernández Martini, il est né en Tunisie.
A la chute de la République espagnole, après la Guerre d'Espagne, sa famille est contrainte à l'exil et s'installe au Mexique, alors que le jeune Jomi a douze ans. 
A Mexico, Jomi étudie la philosophie à l'Université nationale autonome du Mexique où il fonde un ciné-club.
Il crée aussi le ciné club de l'Institut Français pour l'Amérique Latine (IFAL), avec Jean-François Ricard et José Luis González de León.
Il épouse une autre exilée républicaine, María Luisa Elío, avec qui il tourne en 1961 le classique Sur un balcon vide.
Il est l'ami de Gabriel García Márquez, qui a consacré à Jomi et à María Luisa Elío, son roman Cents ans de solitude.
Il reçoit le prix Xavier-Villaurrutia en 1984. Il meurt en 1986 à Mexico.